# Юнион Пасифик (балет)
«Юнион Паси́фик» (англ. Union Pacific) — балет Николая Набокова в хореографии Леонида Мясина, либретто Арчибалда Маклиша. Премьера состоялась во время первых американских гастролей Русского балета Монте-Карло, в Филадельфии 6 апреля 1934 года. Главные партии исполнили Ирина Баронова (Леди Гей), Поль Петров (Инженер) и Леонид Мясин (Бармен). 

## История
Для первых гастролей труппы Русского балета Монте-Карло в США, организованных совместно с импресарио Солом Юроком, директор труппы де Базиль задумал поставить новый балет на американскую тематику. Темой было выбрано значимое для Америки событие — постройка в 1869 году Первой трансконтинентальной железной дороги, соединившей Калифорнию с восточными штатами. Название отсылает к компании Union Pacific Railroad, которая вела строительство одновременно с компанией Central Pacific. 
С предложением создать партитуру де Базиль и Мясин решили обратиться к Николаю Набокову, только что перебравшемуся в США. Набоков должен был создать музыку на основе американских песен 1860-х годов. Либретто было поручено писателю Арчибалду Маклишу.   
Режиссёр труппы Сергей Григорьев отмечал, что «Юнион Пасифик» — не лучшее произведение Мясина. За исключением 3-й картины («Таверна») танцев в нём было мало, в сценах преобладала пантомима. Декорации Альберта Джонсона были слабо написаны и малоинтересны, костюмы Ирен Шарафф также не отличались красочностью и театральностью. 
Тем не менее, и в Филадельфии и в Нью-Йорке балет имел большой успех. Европейская премьера состоялась в мае того же года в Барселоне. Хотя балет смотрелся «легко и даже с интересом», здесь он не произвёл особого впечатления.  